# Diocesi episcopale del Connecticut
La diocesi del Connecticut (in latino: Dioecesis de Connecticuta) è una sede della Chiesa Episcopale situata nella regione ecclesiastica Provincia 1. Nel 2010 contava 68.500 battezzati. È attualmente retta dal vescovo Ian Douglas.

## Territorio
La diocesi comprende l'intero Stato del Connecticut (Stati Uniti).
Sede vescovile è la città di Hartford, dove si trova la cattedrale di Christ Church (Christ Church Cathedral).
Il territorio si estende su 14.357 km² ed è suddiviso in 177 parrocchie.

## Storia
Il primo vescovo della Diocesi, Samuel Seabury, fu il primo vescovo della Chiesa episcopale americana, cioè la branca dell'anglicanesimo negli USA, con una cattedra al di fuori dell'arcipelago britannico. Egli non riuscì a ottenere la consacrazione dalla Chiesa anglicana poiché non era più un suddito britannico (anche se fu un conservatore durante la rivoluzione americana) né "poteva" più giurare fedeltà al Re del Regno Unito ma la ottenne dai vescovi della Chiesa episcopale scozzese che allora non era in comunione con quella anglicana (tuttavia pochi anni dopo le due chiese ristabilirono la comunione dopo oltre un secolo di divisione). Nel territorio la missione anglicana era attiva fin dal 1702, ma allora come dipendente della diocesi di Londra, la diocesi venne formalmente eretta il 1784 dopo l'indipendenza. Inizialmente il vescovo era responsabile anche della diocesi episcopale del Massachusetts.
Il Monsignor Douglas è assistito da due vescovi suffraganei, il reverendo James E. Curry (dal 2000) e il reverendo Laura Jean Ahrens (dal 2007). Il Vescovo Ahrens è stata la prima donna ad essere eletta nel Connecticut, ed è stata consacrata il 30 giugno 2007 a Woolsey Hall, Yale University, New Haven.

## Cronotassi dei vescovi
- Samuel Seabury (1784 - 1796)
- Abraham Jarvis (1797 - 1813)
- Thomas Church Brownell (1819 - 1865)
- John Williams (1865 - 1899)
- Chauncey B. Brewster (1899 - 1928)
- Edward Campion Acheson (1928 - 1934)
- Frederick G. Budlong (1934 - 1950)
- Walter H. Gray (1951 - 1969)
- John H. Esquirol (aprile 1971 - dicembre 1971)
- J. Warren Hutchens (1971 - 1977)
- Morgan Porteus (1977 - 1981)
- Arthur E. Walmsley (1981 - 1993)
- Clarence Coleridge (1993 - 1999)
- Andrew Smith (1999 - 2010)
- Ian Douglas, dal 2010

## Parrocchie importanti
- Trinity Episcopal Church, Brooklyn
- Christ Church, New Haven
- St. Andrew's Episcopal Church, Stamford
- Trinity Church on the Green, New Haven